# Rita Nikolai
Rita Nikolai (* 1977) ist eine deutsche Bildungsforscherin und ist seit 2020 Professorin für Pädagogik mit Schwerpunkt Vergleichende Bildungsforschung an der Universität Augsburg.

## Leben
Nikolai schloss 2004 das Studium der Politikwissenschaften sowie Mittlere und Neuere Geschichte an der Ruprecht-Karls Universität Heidelberg ab, wo sie 2006 zum Dr. rer. pol. promovierte. Von 2006 bis 2007 war sie Referentin der wissenschaftlichen Leitung am Institut für Arbeitsmarkt- und Berufsforschung in Nürnberg. Danach ging sie als Leiterin der BMBF-Nachwuchsgruppe „Education and Transitions into the Labour Market“ an das Wissenschaftszentrum Berlin für Sozialforschung. Nikolai erhielt während dieser Zeit Forschungsstipendien der Harvard University im Rahmen des Austauschprogramms des CES und des Wissenschaftszentrums Berlin für Sozialforschung, sowie der London School of Economics and Political Science im Rahmen des „T.H. Marshall Fellowship Programme on European Social Policy“ der VolkswagenStiftung. Von 2011 bis 2017 war sie Juniorprofessorin für Systembezogene Schulforschung am Institut für Erziehungswissenschaften der Humboldt-Universität zu Berlin. Danach wurde sie Heisenberg-Stipendiatin der Deutschen Forschungsgemeinschaft am Institut für Erziehungswissenschaften der Humboldt-Universität zu Berlin. Im Jahr 2020 wechselte sie an den Lehrstuhl für Pädagogik mit Schwerpunkt Vergleichende Bildungsforschung an die Universität Augsburg.

## Forschung und Lehre
In ihrer Forschung beschäftigt sie sich aus einer internationalen Vergleichsperspektive mit dem institutionellen Wandel in der Schulpolitik, (neuen) Formen der Steuerung in der Bildungspolitik, Bildungsungleichheiten sowie mit der Schnittstelle zwischen Sozial- und Bildungspolitik. Derzeit forscht sie v. a. zu Privatschulpolitiken und die Subventionierung von Privatschulen im internationalen Vergleich. Gemeinsam mit Prof. Marcel Helbig entwickelte sie eine interaktive Schulenkarte zur Schulinfrastruktur im Bundesländervergleich.

### Forschungsprojekte
- Wandel von Staatlichkeit der Schulsysteme in liberalen Wohlfahrtsstaaten im internationalen Vergleich: Determinanten der Privatschulentwicklung und –finanzierung
- Regionale Schulentwicklung: Entwicklungen der Schulinfrastruktur im ländlichen Raum und der Einfluss von Akteurkonstellationen und –strategien
- Institutioneller Wandel und Pfadabhängigkeiten. Determinanten schulstruktureller Reformprozesse in den ostdeutschen Bundesländern
- Institutioneller Wandel in der deutschen Schulpolitik seit 1949

## Ausgewählte Veröffentlichungen
- Vertragsschulpolitiken in England und Neuseeland: Zur Bedeutung schulpolitischer Akteure und Ideen. Zeitschrift für Pädagogik 66 (2), 251–269 (2019)

- After the German reunification: The implementation of a two-tiered school model in Berlin and Saxony. History of Education 48 (3), 374–394 (2019).[4]
- mit Marcel Helbig: Der (alte) Streit um die Grundschulzeit: Von Kontinuitäten und Brüchen der Kaiserzeit bis heute. Zeitschrift für Grundschulforschung 12 (2), 289–303 (2019) (DOI:10.1007/s42278-019-00054-7).[5]
- Schulpolitik im Wandel: Historische Wurzeln und schulstrukturelle Wege in den ostdeutschen Bundesländern und Berlin nach der Wiedervereinigung. Berlin/Bern/Bruxelles/New York/Oxford/Warszawa/Wien: Peter Lang (2018), ISBN 978-3-631-67648-6
- mit Thomas Koinzer und Florian Waldow (Hrsg.): Private Schools and School Choice in Compulsory Education. Global Change and National Challenge, Wiesbaden: Springer VS. ISBN 978-3-658-17103-2.) (2017)
- mit Marcel Helbig: Die Unvergleichbaren. Der Wandel der Schulsysteme in den deutschen Bundesländern seit 1949. Bad Heilbrunn: Verlag Julius Klinkhardt, (2015) ISBN 978-3-7815-2051-6